# Сафета Бишевац
Сафета Бишевац (Кониче, 1967) позната је српска новинарка. Новинарством се бави од 1992. године, а тренутно је уредница и колумнисткиња дневног листа Данас.

## Биографија
Сафета Бишевац рођена је 1967. године у месту Кониче у општини Тутин. Убрзо по њеном рођењу породица Бишевац преселила се у Београд, где је Сафета одрасла. Дипломирала је на Факултету политичких наука у Београду. Живи и ради у Београду.

## Новинарска каријера
Новинарску каријеру, током које је сарађивала са више медија, Сафета Бишевац започела је 1992. године у новинској агенцији Тикер, где је радила до 1994. Од 1994. до 1998. радила је у Нашој Борби.
У листу Данас Сафета Бишевац је од првог броја, односно од његовог оснивања 1997. године. Као новинарка и заменица уредника и уредница бавила се углавном унутрашње-политичким темама, хуманитарним и избегличким проблемима, људским правима. Извештавала је из Скупштине Србије, Хашки трибунала, са студентских и политичких протеста. Тренутно је коуредница додатка Санџак Данас.
Активна је и у Независном удружењу новинара Србије, где је била чланица Извршног одбора НУНС-а, Управног одбора Савета за штампу и Суда части НУНС-а у мандату 2014-2018.

## Награде
Сафета Бишевац добитница је новинарске награде „Никола Бурзан” за 2005. годину.